# Salamanderfisch
Der Salamanderfisch (Lepidogalaxias salamandroides) ist ein kleiner Süßwasserfisch, der 1961 aus Gewässern im Südwesten Australiens (etwa zwischen dem Blackwood River und Walpole) beschrieben wurde, wo er endemisch in periodisch austrocknenden Wasserlöchern vorkommt. Er repräsentiert als einzige Art die eigens für ihn errichtete Unterkohorte Lepidogalaxii, deren Ursprünge über 90 Millionen Jahre zurückreichen.

## Beschreibung
Die Färbung von Lepidogalaxias salamandroides ist olivgrün oder -braun, dunkel gesprenkelt; die Bauchseite ist weiß-silbrig bis rosafarben. Die Augen sind relativ groß und rötlich. Seine Gestalt ähnelt jener der Schmerlen: langgestreckt zylindrisch, die Länge entspricht etwa zwölfmal der Breite. Dabei erreicht dieser Fisch nur 7,5 cm Länge, die Männchen bleiben kleiner und erreichen kaum 5 cm. Die Männchen sind insgesamt etwas dunkler gefärbt und besitzen eine einzigartige, mit Schuppen ummantelte Afterflosse. Die Seitenlinie ist deutlich (bei Männchen bandförmig markiert) und verläuft über etwa 65 dünne eingebettete Schuppen. Schuppen fehlen auf dem Rücken, Bauch und Kopf. Die Schwanzflosse sieht, da kein Schwanzstiel erkennbar ist, wie drangeklebt aus. Auffallend ist die geringe Strahlenzahl aller Flossen, die Strahlen sind segmentiert, aber unzerteilt.
Flossenformel: D 5-7 (kurz und hoch), A 10-12 (niedrig), P 10-12 (lang), V 5, C 12-14 (rund oder etwas zugespitzt).
Die Flossen sind schwach pigmentiert entlang der Strahlen. Die meist steil aufgerichtete Rückenflosse steht knapp nach der Mitte der Totallänge des Tieres und knapp vor der Afterflosse. Der Fisch hat 43–47 Wirbel (zum Vergleich: bei Galaxiinae 37–66).
Deswegen und weil auch innerlich manche Organe vereinfacht erscheinen, rechnet man Lepidogalaxias mitunter zu den neotenen Tierformen, also zu solchen, die schon als Larven geschlechtsreif werden (andere Osmeriformes, für die das zutrifft, sind die Salangidae, die aber um oder in Australien nicht vorkommen). Diese Auffassung ist jedoch eher wenig hilfreich: weder Kleinheit noch Kurzlebigkeit sind hinreichende Gründe für Neotenie, weitere sind bisher unbekannt. Weibchen können bis zu fünf Jahre alt werden, sind demnach also nicht ausgesprochen kurzlebig.
Die Schnauze ist kurz und stumpf, das Maul aber tief gespalten und gut bezahnt, besonders am Praemaxillare und Dentale. Das kurze Maxillare steckt frei in der Mundrandhaut und ist unbezahnt. Gut bezahnt ist das Palatinum (eine Zahnreihe), das dem bezahnten Basihyale gegenüberliegt („Zungenbiss“), sowie (schwach) der Vomer (zwei Zähne). Der Kiemendeckel ist am Rande nur tief gespalten verknöchert und so dünn, dass die roten Kiemen durchscheinen. Am Darm gibt es keine Pylorusschläuche (das und den „Zungenbiss“ teilt er u. a. mit den Hechten, s. u.).
Der „Hals“ besteht in einer bloß chordalen Verbindung zwischen Hinterhaupt und erstem Wirbel (in der Ruhe breit einem Gelenk auf Basioccipitale und Exoccipitalia anliegend), aber auch die folgenden drei sind durch Gelenke in ihrer Beweglichkeit noch recht wenig eingeengt. Dieser „Hals“ liegt übrigens notwendigerweise hinter dem Schultergürtel, nicht davor wie bei Landwirbeltieren.

## Verhalten
Der deutschsprachige Name Salamanderfisch wurde in Anlehnung an den wissenschaftlichen Artnamen salamandroides gewählt. Der Name „Eidechsenfisch“ würde besser zum Verhalten der Art passen, dieser könnte jedoch zu Verwechslungen mit der Familie der Synodontidae führen. Das Eidechsenhafte liegt bei Lepidogalaxias in den Bewegungen des Kopfes, die für Fische einzigartig sind und auch bei Salamandern nicht vorkommen, weil deren Hals nicht so beweglich ist wie der von Eidechsen. Lepidogalaxias kann den Kopf seitlich um fast 90° abwinkeln, etwa um ein Beutetier neben ihm zu beobachten.
McDowell und Pusey berichteten 1983, dass bei der Art die Augenmuskeln fehlen. Collin und Collin zeigten jedoch 1996 auf, dass sechs extraokulare Muskeln vorhanden sind, die die freie Bewegung des Auges unter der Brille ermöglichen. Der Salamanderfisch hat sehr große Augen, zum Beutemachen sind sie die Haupt-Sinnesorgane. Große Augen sind im moorigen – d. h. durchsichtigen, aber dunklen – Wasser von Vorteil (vgl. auch Hyperprosopon argenteum).

## Verbreitung und Ökologie

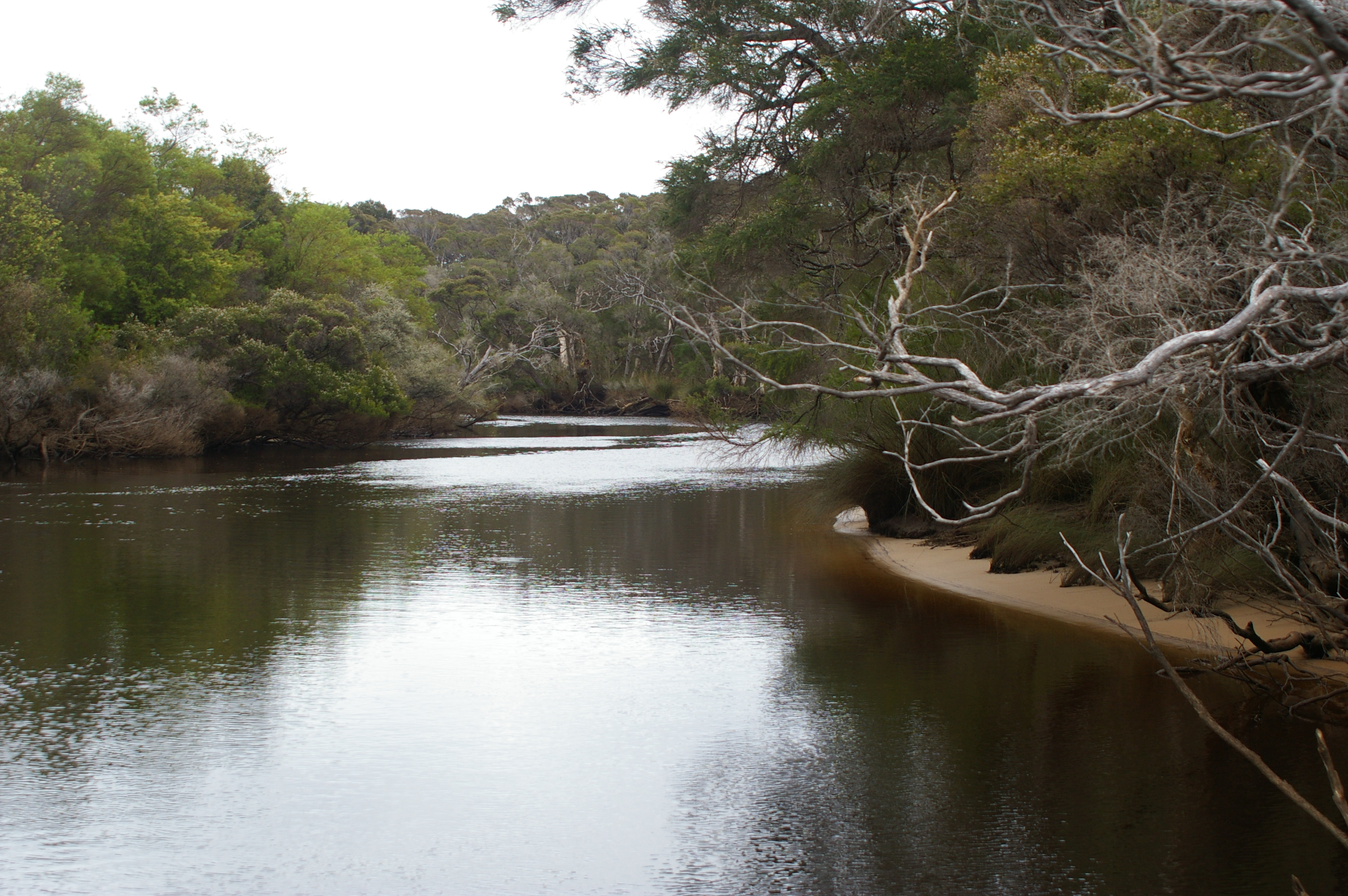
Der Donnelly River im Verbreitungsgebiet des Salamanderfisches führt gebietstypisch durch Huminstoffe gefärbtes, saures Wasser.

Der Salamanderfisch lebt in kleineren seichten Weihern und Tümpeln am Rande des Australischen Schildes (zwischen Blackwood R. und Kent River, z. T. in den kleinen Nationalparks Shannon und D’Entrecasteaux um Northcliffe, 350 km südlich von Perth) auf Urgesteinsand, der sehr nährstoffarm ist. Die Folgen sind teils extrem niedrige pH-Werte (3,0 bis 6,5) und sehr geringe biologische Produktivität. Diese Gewässer ähneln unseren Mooraugen. Im Südsommer trocknen sie mangels Niederschlägen meist aus. Im Winter (Juni–August; Regenzeit) verbinden z. T. Bäche die vom Laub der umliegenden Vegetation (bes. Eucalyptus) durch Huminstoffe u. Ä. im Wasser braunen („teefarbenen“) Weiher. Die Wassertemperaturen schwanken infolge Insolation stark (15-30 °C). Hier leben Jung- und Alttiere von Lepidogalaxias hauptsächlich von Insektenlarven und Kleinkrebsen. Der benthische Fisch lauert meist bewegungslos, aufgerichtet auf seine Brustflossen. Nimmt er in seiner Umgebung Bewegung wahr, so schwimmt er ruckartig näher, richtet den Kopf aus und packt mit schnellem Vorstoßen die Beute – er erinnert hierin stark an eine Eidechse.
Die Fortpflanzungszeit fällt mit schweren Regenfällen zwischen Ende Mai und August zusammen. Das Geschlechterverhältnis ist ca. 1:1. Die Begattung fällt in den Vorfrühling (Juni) – der Salamanderfisch hat innere Ei-Befruchtung. Doch besteht keine Balz oder sonst ein Sex-Vorspiel. Ähnlich wie bei den (nicht verwandten) Brandungsbarschen (Embiotocidae) hat die Afterflosse des Männchens eine basale Schuppenhülle, die zusammen mit einem klebrigen Sekret hilft, die Geschlechtsöffnungen beider Partner so dicht aufeinander zu pressen, dass die Samenübertragung sicher erfolgen kann. Das Weibchen legt einige Tage später etwa 120 Eier von etwas mehr als einem Millimeter Durchmesser. Die innere Befruchtung hat wahrscheinlich den Zweck, möglichst wenig Eiweiß im nährstoffarmen Biotop zu vergeuden und möglichst zeitig die Eientwicklung abzuwickeln, damit auch genug Zeit fürs Wachstum der Larven und Jungfische (die sich von Kleinkrebsen und Insektenlarven nähren) bleibt, ehe die Trockenzeit kommt. Beim Schlüpfen sind die Larven 5,5 mm lang und gleich fressbereit. Das Wachstum geht rasch; die Jungfische müssen 25 mm lang sein, um die „Übersommerung“ (Sommerruhe) zu überstehen – wenn auch oft mit Verlusten von bis zu 75 %. Wichtig ist die Anlage einer Fettreserve (wie bei den Winterschläfern – bei Fischen hingegen unüblich), die bei ihrem Verbrauch ja auch Wasser liefert.
Wenn das Wasser im Weiher versiegt (Dezember, Jänner), dringen die Fische verschieden tief in den nassen Sand ein, wo sie eine U-förmige Haltung einnehmen. Ihre Haut (und besonders die Augen-Hornhaut) weist besondere Anpassungen an die dabei auftretenden Beanspruchungen auf. Im Gegensatz zu den Lungenfischen, die sich zur Ästivation auch eingraben (wenngleich nicht die australische Art) haben sie daran keine respiratorische Anpassung; eine exkretorische ist aber die Synthese von Harnstoff. Anfangs hielt man auch Lepidogalaxias für luftatmend, doch ist die Schwimmblase bei dem Grundfisch reduziert und dafür ganz ungeeignet. Er hat auch keine Anpassung an Sauerstoffschwund im Wohngewässer (d. h. dieser spielt keine Rolle). Wichtig fürs Überleben von Trockenzeiten ist allerdings Hautatmung, über die feuchte Haut findet ein Austausch von Sauerstoff und Kohlenstoffdioxid statt. Während des eingegrabenen Zustands fressen die Tiere nicht.
Größere Fische können bis 60 cm tief dem sinkenden Grundwasserspiegel folgen, während zu kleine Tiere vertrocknen, wenn der Regen zu lange ausbleibt. Kommt er aber rechtzeitig (April), sind alle sehr rasch wieder aktiv (Tim Berra, dem wir die meisten Beobachtungen verdanken, ließ einen trockenen Teich durch einen Tankwagen befüllen: binnen 10 Minuten kamen alle Fische aus dem Sand!) und werden im Alter von 1 Jahr geschlechtsreif (die Weibchen sind dann durchschnittlich 43 mm lang, die Männchen 39 mm). Wenn durch Ungunst der Witterung auch ein Jahrgang völlig ausfallen sollte, leben immer noch ältere Fische (tief eingegraben), die die Population wieder regenerieren. Die einjährigen und älteren Tiere machen durchschnittlich noch 56 % der Gesamtpopulation aus, aber viele sterben nach dem Laichen, von den Männchen alle; wenige werden erst als mit zwei Jahren oder noch älter geschlechtsreif. Noch älter (3 Jahre und mehr) werden aber nur sehr wenige (Weibchen).

## Systematik
Nach der Entdeckung wurde der Salamanderfisch, da man eine Verwandtschaft mit den Galaxiidae und Retropinnidae (beide australisch; Galaxiidae sind aber schuppenlos und ohne „Zungenbiss“, Retropinnidae mit „Zungenbiss“, stintähnlich) vermutete, den Stintartigen (Osmeriformes) zugeordnet, obwohl z. B. keine Fettflosse vorhanden ist. Joseph S. Nelson (2006) gesteht dem Salamanderfisch übrigens nur eine eigene Unterfamilie der Galaxiiden zu. Rosens Zuordnung zu den Esociformes (Hechten) beruhte z. T. auf irrigen Annahmen und Plesiomorphien. Bei Robert Williams steht Lepidogalaxias in einem Schwestergruppen-Verhältnis zu den Galaxioiden, als welche er Galaxiidae und Aplochitonidae (sonst: -inae) zusammenfasst. Jun Li und Mitarbeiter kommen zu einer Gegenüberstellung von Lepidogalaxias zu allen übrigen Euteleosteomorpha, eine Auffassung, die Ricardo Betancur-R. und Kollegen in ihrer jüngsten Revision der Knochenfischsystematik übernehmen und für Lepidogalaxias eine eigene Unterkohorte, die Lepidogalaxii, aufstellen.

## Schutz
Lepidogalaxias salamandroides lebt zwar z. T. in geschützten Arealen, ist aber mittelbar durch Holzgewinnung, Brandrodungen, Dammbau, eingeschleppte Arten (z. B. Buntbarsche) u. a. wegen prekärer Lebensumstände und kleinräumigen Endemismus potenziell bedroht. Trayler et al. fordern daher spezifischere Maßnahmen zum Schutz der Biotope der Warren-Bioregion.